# Metapenaeopsis gaillardi
Metapenaeopsis gaillardi är en kräftdjursart som beskrevs av Crosnier 1991. Metapenaeopsis gaillardi ingår i släktet Metapenaeopsis och familjen Penaeidae. Inga underarter finns listade i Catalogue of Life.